# Carnegie Endowment for International Peace
Der Carnegie Endowment for International Peace (CEIP) ist eine US-amerikanische Denkfabrik mit Hauptsitz in Washington, D.C., welche sich mit Sicherheits- und Außenpolitik beschäftigt. Gegründet wurde sie im Jahr 1910 von dem Unternehmer Andrew Carnegie. Sie entwickelt in ihren eigenen Worten „strategische Ideen und unabhängige Analysen, unterstützt die Diplomatie und bildet die nächste Generation von Wissenschaftlern und Praktikern aus, die Ländern und Institutionen dabei helfen, die schwierigsten globalen Probleme anzugehen und den Frieden zu fördern“. Der CEIP gilt als eine der weltweit bedeutendsten außenpolitischen Denkfabriken. In dem Global Go To Think Tanks Report-Ranking der University of Pennsylvania von 2019 belegte er den ersten Platz unter den wichtigsten Denkfabriken. In der Rangliste von 2015 war Carnegie nach der Brookings Institution und Chatham House als dritteinflussreichster Think Tank eingestuft worden.

## Geschichte

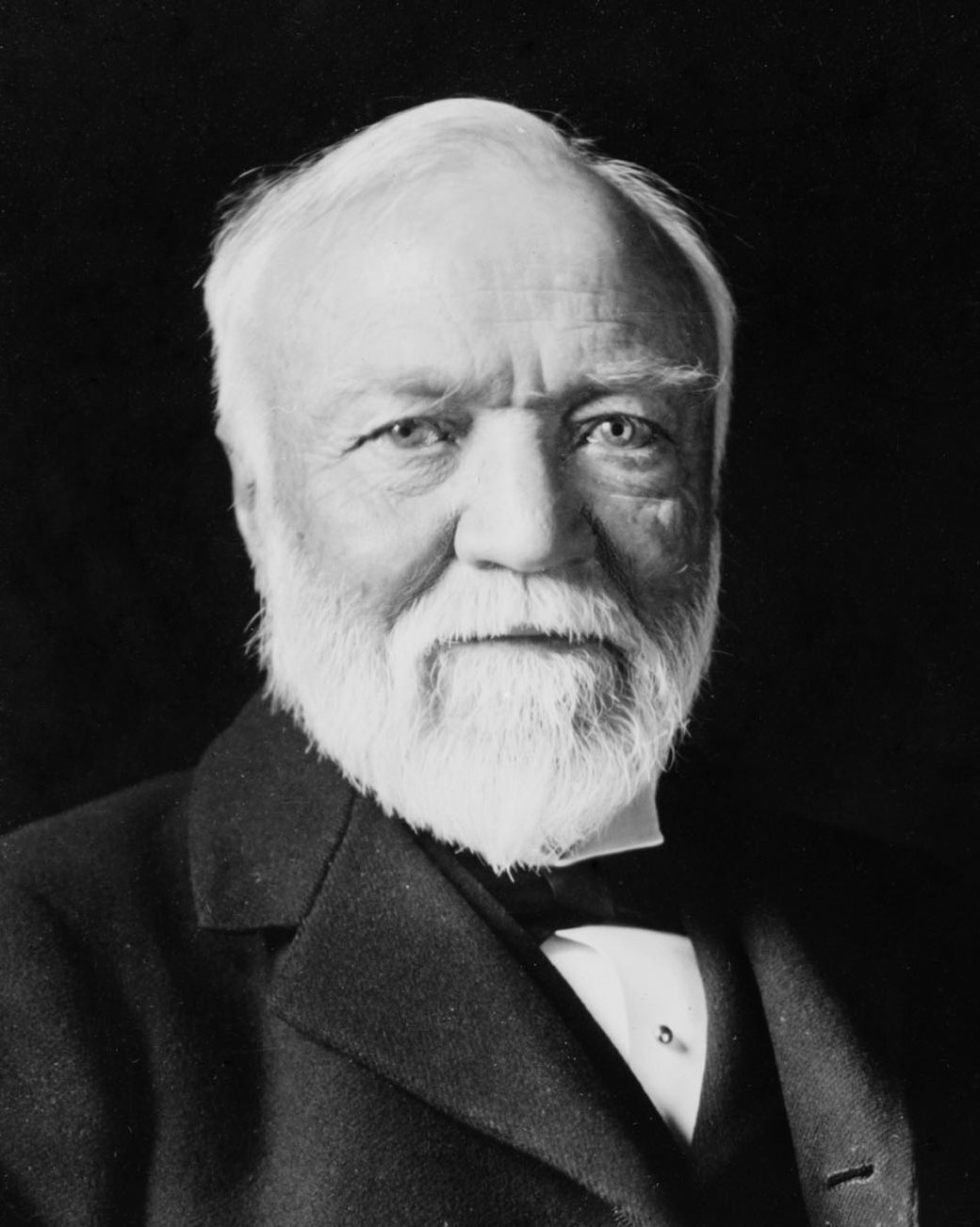
Gründer Andrew Carnegie (1913)

An seinem 75. Geburtstag, dem 25. November 1910, kündigte Andrew Carnegie die Gründung der Stiftung mit einer Schenkung von Hypothekenanleihen im Wert von 10 Millionen Dollar an, die mit 5 % verzinst wurden. Die Zinserträge aus diesen Anleihen sollten zur Finanzierung einer neuen Denkfabrik verwendet werden, die sich der Förderung des Weltfriedens widmen sollte. Carnegie beauftragte die Treuhänder, den Fonds zu verwenden, um „die Abschaffung des Krieges, des schlimmsten Schandflecks unserer Zivilisation, zu beschleunigen“, und er räumte seinen Treuhändern „weitestgehende Entscheidungsfreiheit hinsichtlich der Maßnahmen und der Politik ein, die sie von Zeit zu Zeit zur Erfüllung des Zwecks des Fonds ergreifen sollen“.
Carnegie wählte seinen langjährigen Berater Elihu Root, Senator aus New York und ehemaliger Kriegs- und Außenminister, zum ersten Präsidenten der Stiftung. Root, der 1912 mit dem Friedensnobelpreis ausgezeichnet wurde, war bis 1925 im Amt. Zu den Gründungskuratoren gehörten der Präsident der Harvard University, Charles William Eliot, der Philanthrop Robert S. Brookings, der ehemalige US-Botschafter in Großbritannien, Joseph Hodges Choate, der ehemalige Außenminister John W. Foster und Henry Smith Pritchett.
Zu Beginn der amerikanischen Beteiligung am Ersten Weltkrieg im Jahr 1917 erklärten die Kuratoren einstimmig: „Das wirksamste Mittel zur Förderung eines dauerhaften Weltfriedens ist die Fortsetzung des Krieges gegen Deutschland bis zum endgültigen Sieg der Demokratie“. Im Dezember 1918 segelten der Sekretär des Carnegie Endowment, James Brown Scott, und vier weitere Mitarbeiter der Stiftung, darunter James T. Shotwell, mit Präsident Woodrow Wilson auf der USS George Washington zu der Pariser Friedenskonferenz nach Frankreich.
In der unmittelbaren Nachkriegszeit stiftete der Carnegie Endowment für die Restaurierung von Bibliotheken in durch den Krieg zerstörten europäischen Städten. Am 14. Juli 1923 wurde die Haager Akademie für Völkerrecht, eine Initiative der Stiftung, im Friedenspalast in Den Haag feierlich eröffnet. Der Friedenspalast war 1913 von der Carnegie-Stiftung in den Niederlanden gebaut worden, um den Ständigen Schiedshof und eine Bibliothek für internationales Recht unterzubringen. In der Zwischenkriegszeit gehörte die Stiftung zu den Organisationen, welche sich für ein internationales Engagement der USA einsetzten, sich jedoch nicht gegen die isolationistischen Fraktionen in der amerikanischen Politik durchsetzen konnten.
Im Jahr 1925 trat Nicholas Murray Butler die Nachfolge von Elihu Root als Präsident der Stiftung an. Im Dezember desselben Jahres genehmigte der Stiftungsrat einen Vorschlag von Präsident Butler, bei der Modernisierung der Vatikanbibliothek zu helfen, wofür der Carnegie Endowment 200.000 US-Dollar aufbrachte. Butler erhielt 1931 für seine Beteiligung am Briand-Kellogg-Pakt den Friedensnobelpreis.
Im November 1944 veröffentlichte die Carnegie Endowment Raphael Lemkins Axis Rule in Occupied Europe: Laws of Occupation – Analysis of Government – Proposals for Redress. Das Werk war das erste, das den Begriff Genozid einführte. Im April 1945 fungierte James T. Shotwell, Direktor der Abteilung für Wirtschaft und Geschichte des Carnegie Endowment, als Vorsitzender der halboffiziellen Berater der US-Delegation bei der Konferenz in San Francisco zur Ausarbeitung der Charta der Vereinten Nationen. Als Vorsitzender drängte Shotwell auf einen Änderungsantrag zur Einrichtung einer ständigen Menschenrechtskommission der Vereinten Nationen, die bis heute besteht.
Im Dezember 1945 trat Butler nach zwanzig Jahren als Präsident und Vorsitzender des Kuratoriums zurück. John Foster Dulles wurde zum Nachfolger Butlers als Vorsitzender des Kuratoriums gewählt und übte dieses Amt aus, bis sein Vorstandskollege Dwight D. Eisenhower 1952 zum Präsidenten der USA gewählt und Dulles zum Außenminister ernannt wurde. 1946 trat Alger Hiss die Nachfolge Butlers als Präsident der Stiftung an, trat aber 1949 zurück, nachdem er von Whittaker Chambers als Spion der Sowjetunion denunziert worden war. Hiss wurde durch James T. Shotwell ersetzt.
In den folgenden Jahrzehnten führte die Stiftung Forschungs- und Lehrprogramme zu einer Reihe von Themen durch, insbesondere im Zusammenhang mit den neu gegründeten Vereinten Nationen und der Zukunft des internationalen Rechtssystems der Nachkriegszeit sowie der Waffenkontrolle. Sie bildete auch zahlreiche Diplomaten aus. Um näher an den Vereinten Nationen zu sein, verlegte der Carnegie Endowment seinen Hauptsitz nach New York City und sein Europazentrum nach Genf. Im Jahr 1970 wurde Thomas L. Hughes der sechste Präsident der Stiftung. Hughes verlegte den Hauptsitz der Stiftung von New York zurück nach Washington, D.C., und schloss das europäische Zentrum der Stiftung in Genf.
Das Carnegie Endowment erwarb im Frühjahr 1978 die vollständige Eigentümerschaft der Zeitschrift Foreign Policy und entwickelte es von einer vierteljährlich erscheinenden akademischen Zeitschrift zu einer zweimonatlich erscheinenden Hochglanzzeitschrift, die sich mit den Zusammenhängen von Globalisierung und internationaler Politik befasst. Nach mehr als 30 Jahren wurde die Zeitschrift 2008 an die Washington Post verkauft. Im Jahr 1981 war Fred Bergsten, ein Mitarbeiter des Carnegie Endowment, Mitbegründer des Institute for International Economics, das heute als Peterson Institute for International Economics bekannt ist.
Im Jahr 1991 wurde Morton Abramowitz zum siebten Präsidenten der Stiftung ernannt. Nach dem Ende des Kalten Krieges erfolgte eine Neuausrichtung der Organisation hin zum postsowjetisch-eurasischen Raum. In diesem Sinne eröffnete die Carnegie-Stiftung 1994 das Carnegie Moscow Center. Diese Internationalisierungsstrategie wurde unter der Führung von Jessica Mathews ab 1997 weitergeführt und verstärkt. Im Jahr 2000 kündigte Mathews die Gründung des Migration Policy Institute (MPI), dem ersten eigenständigen Thinktank, der sich mit internationaler Migration befasste. In der Folgezeit wurden neue Standorte in Beirut (2006), Brüssel (2007), Peking (2010) und Neu-Delhi (2016) eingerichtet, in Übereinstimmung mit dem 2007 verkündeten Plan, die erste globale Denkfabrik zu werden. 2022 wurde jedoch die Einrichtung der Stiftung in Moskau auf Druck der russischen Regierung geschlossen. Im April 2023 setzte das russische Justizministerium das Zentrum auf die sogenannte Liste der „ausländischen Agenten“, und im Juli 2024 erklärte es die Organisation für „unerwünscht“.

## Standorte

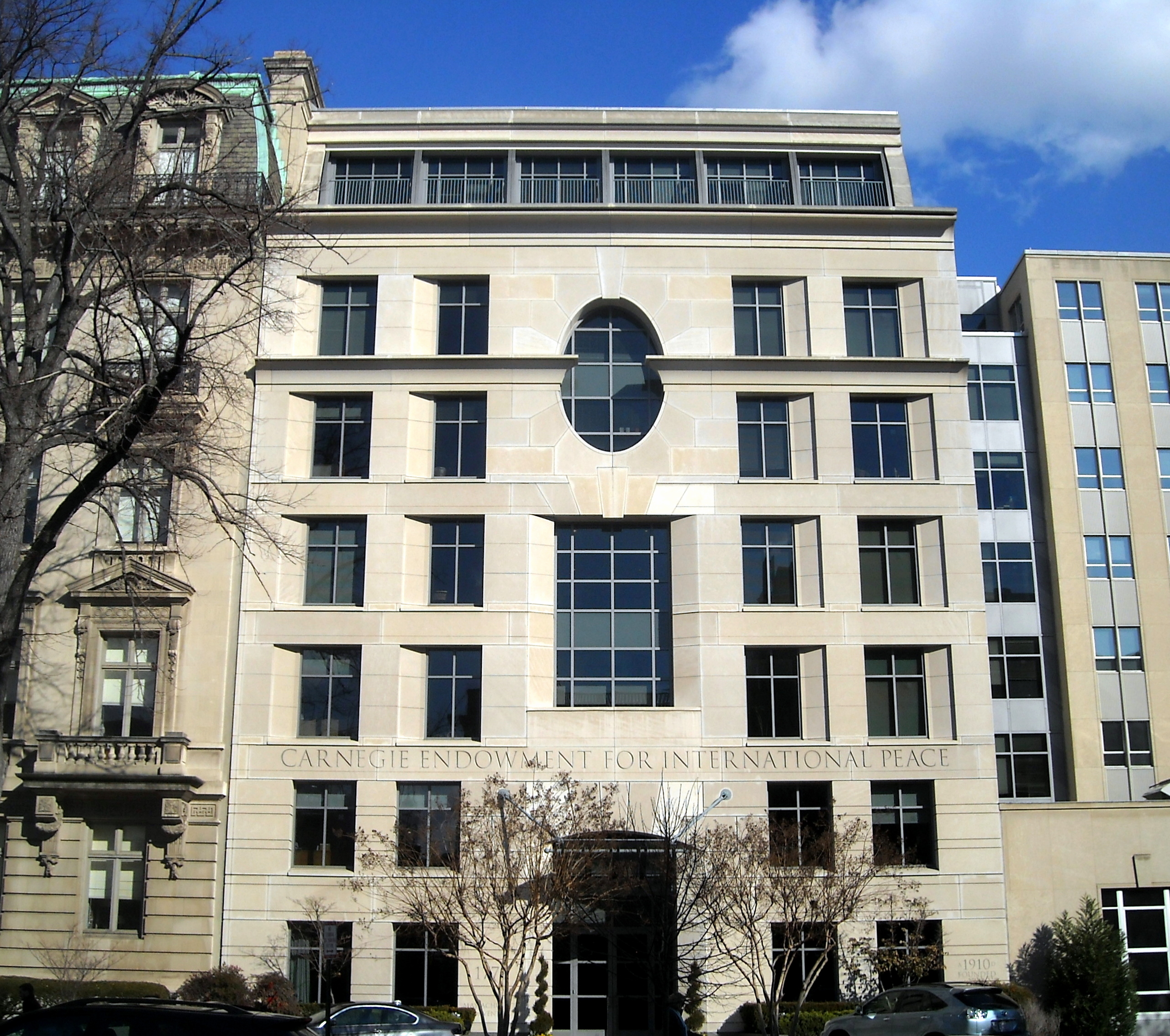
Hauptsitz in Washington D.C.

Der Carnegie Endowment betreibt die folgenden Standorte:
- Hauptsitz in Washington, D.C.
- Carnegie Moscow Center in Moskau (Russland), eröffnet 1994 (wurde 2022 geschlossen)
- Malcolm H. Kerr Carnegie Middle East Center in Beirut (Libanon), eröffnet 2006
- Carnegie Europa in Brüssel (Belgien), eröffnet 2007
- Carnegie-Tsinghua Center for Global Policy in Peking (Volksrepublik China), eröffnet 2010
- Carnegie India in Neu-Delhi (Indien), eröffnet 2016
- Carnegie Russia Eurasia Center in Berlin (Deutschland) als Ersatz für das geschlossene Zentrum in Russland, eröffnet 2023[15]

## Liste der Präsidenten
- Elihu Root (1912–1925)
- Nicholas Murray Butler (1925–1945)
- Alger Hiss (1946–1949)
- James T. Shotwell (1949–1950)
- Joseph E. Johnson (1950–1971)
- Thomas L. Hughes (1971–1991)
- Morton I. Abramowitz (1991–1997)
- Jessica Mathews (1997–2015)
- William J. Burns (2015–2021)
- Thomas Carothers (2021)
- Mariano-Florentino Cuéllar (2021–)